# Felicia Bengtsson
Felicia Linnéa Bengtsson (født 23. maj 2003 i Halmstad) er en cykelrytter fra Sverige, der senest kørte for Team Rytger p/b Carl Ras.